# Vázsnok
Vázsnok è un comune dell'Ungheria di 127 abitanti (dati 2008) situato nella contea di Baranya, regione Transdanubio Meridionale